# Porto dos Anjos

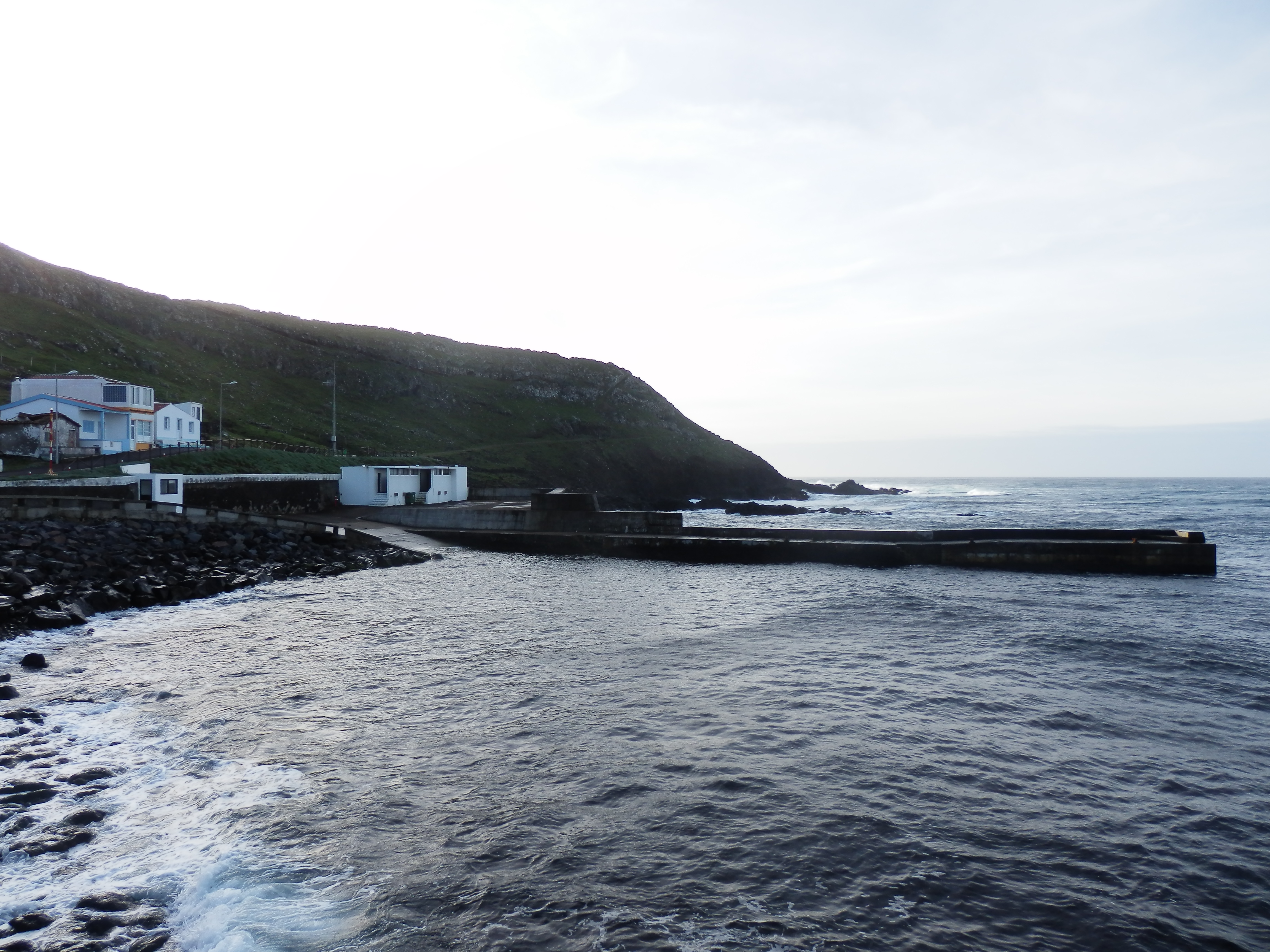
Vista Porto dos Anjos 2016

O Porto dos Anjos localiza-se no lugar dos Anjos, na freguesia de Vila do Porto, concelho de Vila do Porto, na ilha de Santa Maria, nos Açores.

## História
Estranhamente não existem muitos relatos sobre a origem deste porto, que se crê ser o primeiro da Ilha e dos mais antigos dos Açores, pois está ao lado da baía de Praia de Lobos, lugar onde se supõe, desembarcaram alguns dos doze marinheiros da tripulação de Gonçalo Velho Cabral a 15 de agosto 1432 e que segundo a Lenda deu o atual nome à Ilha, anos depois de Diogo de Silves por volta de 1427 a ter descoberto.

Como se encontra praticamente na embocadura do Caminho Velho dos Anjos, ao lado do primeiro povoado da Ilha, leva a pensar como um porto há muito utilizado.

Nesta mesma baía desembarcou a tripulação de Cristóvão Colombo em Fevereiro de 1493, no seu regresso das Américas.

Muito utilizado para arriar e varar Barcos de pesca profissional quando o porto de Vila do Porto está inoperacional, para este efeito era dotado de um agente residente da GNR, extinguindo-se o posto nos anos 90 do século passado.

O pescado, como noutros portos da Ilha era pesado e registado por um funcionário dos serviços da lota, numa balança romana pendurada num pau de carga, serviço que também já foi extinto.

Em 2003 seu pontão foi acrescentado, de modo a melhorar a sua operacionalidade e criou-se um novo parque para embarcações.

A casa de aprestos foi construída no parque de embarcações em 2004.
Foi também efetuado o aprofundamento da entrada do porto.

## Situaçao Geográfica
Implantado na costa Norte da ilha, quase no centro da larga enseada, ladeada a Sul por uma encosta pouco declivosa, instalado a Oeste do povoado denominado Lugar dos Anjos.

É o único porto na costa Norte da Ilha.
A rampa do porto têm as coordenadas   37° 0'17.14"N 25° 9'31.99"W.

## Caraterísticas
Pequeno porto na costa Norte da Ilha, basicamente serve a comunidade piscatória sediada no porto de Vila do Porto que o utiliza quando o vento permanece nos quadrantes de Sul, é muito usado na época de veraneio por embarcações de recreio locais.

Dotado de um varadouro, de um pequeno cais dois acessos com escadas, um pequeno parque de estacionamento para embarcações de pequeno porte e um guincho elétrico.

Classificado como porto da classe "D", pelo plano de pormenor da Baía dos Anjos
Só pode operar embarcações de muito pequeno calado.

Numa enseada pouco abrigada dos ventos predominantes de Noroeste, é muito afetado pela ondulação de Norte.

Carateriza-se por estar inserido numa baía desabrigada, com acesso no enfiamento Sudoeste,muito baixa batimetria e costa com muitos alguns baixios à direita da sua embocadura.

## Galeria

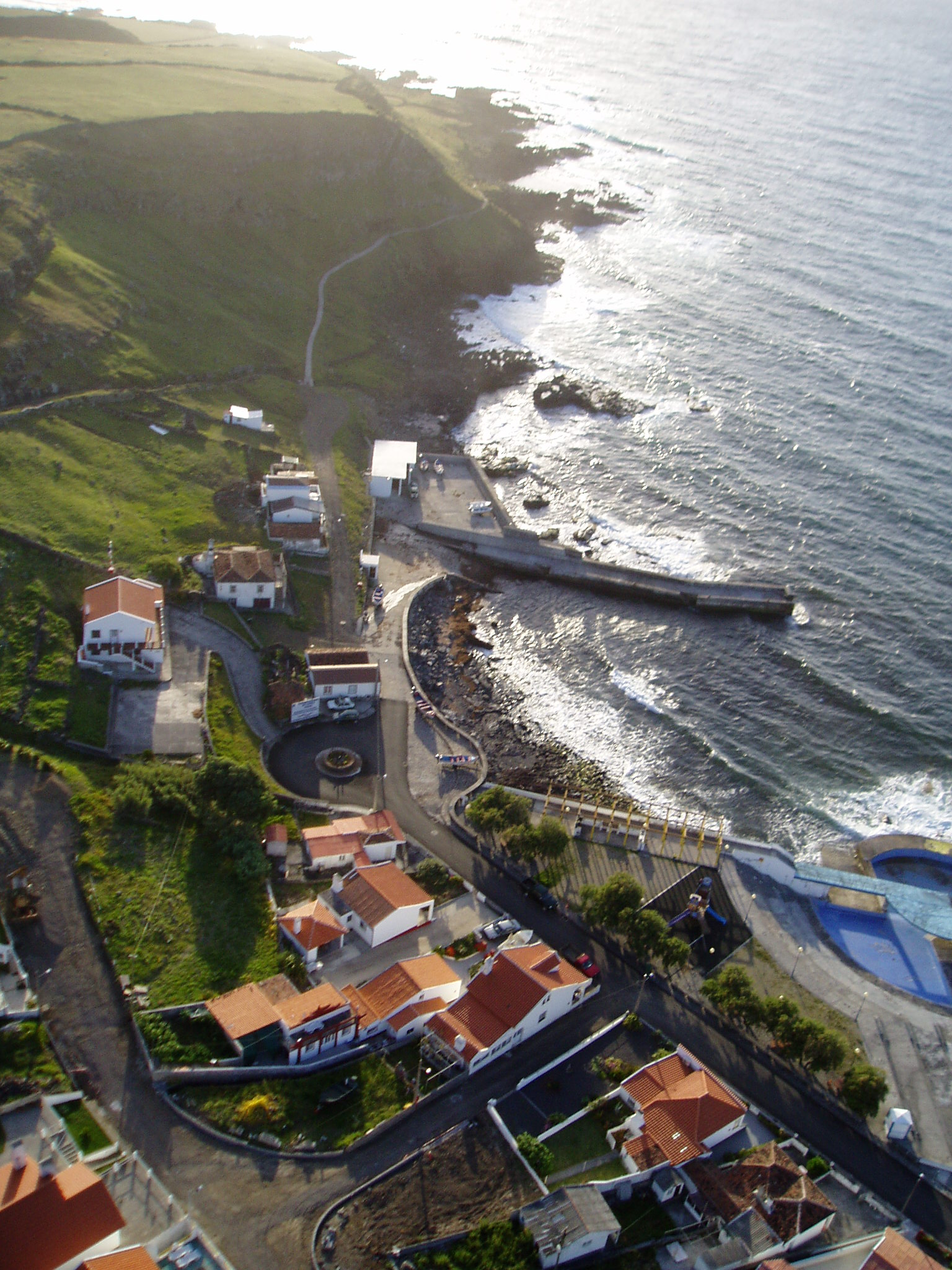
vista aérea 2007
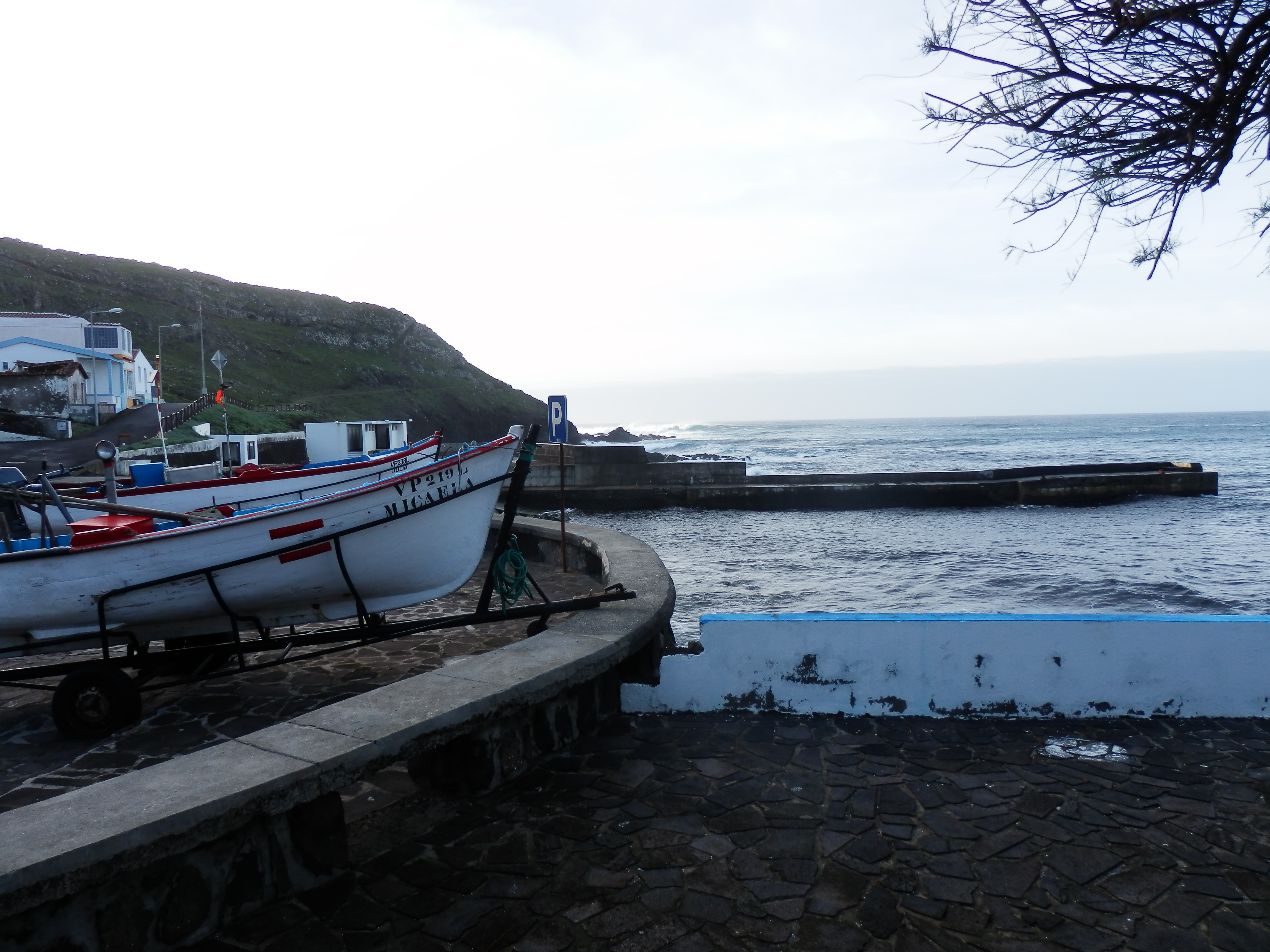
Panorâmica